# Larry Ellison
Lawrence Joseph "Larry" Ellison (født 17. august 1944) er en amerikansk forretningsmand, filantrop, medstifter, bestyrelsesformand og Chief Technology Officer (CTO) hos softwarefirmaet Oracle Corporation. Han var CEO for Oracle fra 1977 til 2014.
I november 2023 blev han listet af Bloomberg Billionaires Index som den femterigeste person i verden med en estimeret formue på $130 mia. Ellison er også kendt for at eje 98 af Lānaʻi, der er den sjettestørste af Hawaiiøerne.
Han ejede Rising Sun der er en af de største yachts i verden, men solgte den til David Geffen i 2010.